# Бред Бомбардир
Бред Бомбардир (англ. Brad Bombardir; нар. 5 травня 1972, Пауелл-Ривер) — канадський хокеїст, що грав на позиції захисника. Грав за збірну команду Канади.
Володар Кубка Стенлі.

## Ігрова кар'єра
Хокейну кар'єру розпочав 1988 року.
1990 року був обраний на драфті НХЛ під 56-м загальним номером командою «Нью-Джерсі Девілс». 
Протягом професійної клубної ігрової кар'єри, що тривала 12 років, захищав кольори команд «Нью-Джерсі Девілс», «Міннесота Вайлд» (капітан) та «Нашвілл Предаторс».
Загалом провів 372 матчі в НХЛ, включаючи 16 ігор плей-оф Кубка Стенлі.
Виступав за молодіжну збірну Канади.

## Нагороди та досягнення
- Володар Кубка Колдера в складі «Олбані Рівер-Ретс» — 1995.
- Володар Кубка Стенлі в складі «Нью-Джерсі Девілс» — 2000.

## Статистика

### Клубні виступи
| Сезон        | Клуб                         | Ліга         | Регулярний сезон | Регулярний сезон | Регулярний сезон | Регулярний сезон | Регулярний сезон | Плей-оф | Плей-оф | Плей-оф | Плей-оф | Плей-оф |
| Сезон        | Клуб                         | Ліга         | І                | Г                | П                | О                | ШХ               | І       | Г       | П       | О       | ШХ      |
| ------------ | ---------------------------- | ------------ | ---------------- | ---------------- | ---------------- | ---------------- | ---------------- | ------- | ------- | ------- | ------- | ------- |
| 1988–89      | «Павелл Рівер Папер Кінгс»   | БКХЛ         | 30               | 6                | 5                | 11               | 24               | 6       | 0       | 0       | 0       | 0       |
| 1989–90      | «Павелл Рівер Папер Кінгс»   | БКХЛ         | 60               | 10               | 35               | 45               | 93               | 8       | 2       | 3       | 5       | 4       |
| 1990–91      | Університет Північної Дакоти | НКАА         | 33               | 3                | 6                | 9                | 18               | —       | —       | —       | —       | —       |
| 1991–92      | Університет Північної Дакоти | НКАА         | 35               | 3                | 14               | 17               | 54               | —       | —       | —       | —       | —       |
| 1992–93      | Університет Північної Дакоти | НКАА         | 38               | 8                | 15               | 23               | 34               | —       | —       | —       | —       | —       |
| 1993–94      | Університет Північної Дакоти | НКАА         | 38               | 5                | 17               | 22               | 38               | —       | —       | —       | —       | —       |
| 1994–95      | «Олбані Рівер-Ретс»          | АХЛ          | 77               | 5                | 22               | 27               | 22               | 14      | 0       | 3       | 3       | 6       |
| 1995–96      | «Олбані Рівер-Ретс»          | АХЛ          | 80               | 6                | 25               | 31               | 63               | 3       | 0       | 1       | 1       | 4       |
| 1996–97      | «Олбані Рівер-Ретс»          | АХЛ          | 32               | 0                | 8                | 8                | 6                | 16      | 1       | 3       | 4       | 8       |
| 1997–98      | «Олбані Рівер-Ретс»          | АХЛ          | 5                | 0                | 0                | 0                | 0                | —       | —       | —       | —       | —       |
| 1997–98      | «Нью-Джерсі Девілс»          | НХЛ          | 43               | 1                | 5                | 6                | 8                | —       | —       | —       | —       | —       |
| 1998–99      | «Нью-Джерсі Девілс»          | НХЛ          | 56               | 1                | 7                | 8                | 16               | 5       | 0       | 0       | 0       | 0       |
| 1999–00      | «Нью-Джерсі Девілс»          | НХЛ          | 32               | 3                | 1                | 4                | 6                | 1       | 0       | 0       | 0       | 0       |
| 2000–01      | «Міннесота Вайлд»            | НХЛ          | 70               | 0                | 15               | 15               | 42               | —       | —       | —       | —       | —       |
| 2001–02      | «Міннесота Вайлд»            | НХЛ          | 28               | 1                | 2                | 3                | 14               | —       | —       | —       | —       | —       |
| 2002–03      | «Міннесота Вайлд»            | НХЛ          | 58               | 1                | 14               | 15               | 16               | 4       | 0       | 0       | 0       | 0       |
| 2003–04      | «Міннесота Вайлд»            | НХЛ          | 56               | 1                | 2                | 3                | 21               | —       | —       | —       | —       | —       |
| 2003–04      | «Нашвілл Предаторс»          | НХЛ          | 13               | 0                | 0                | 0                | 4                | 6       | 0       | 1       | 1       | 2       |
| 2005–06      | «Спрингфілд Фелконс»         | АХЛ          | 1                | 0                | 0                | 0                | 0                | —       | —       | —       | —       | —       |
| Усього в НХЛ | Усього в НХЛ                 | Усього в НХЛ | 356              | 8                | 46               | 54               | 127              | 16      | 0       | 1       | 1       | 2       |

### Збірна
| Рік              | Команда          | Турнір           | І | Г | П | О | ШХ |
| ---------------- | ---------------- | ---------------- | - | - | - | - | -- |
| 1992             | Канада           | МЧС              | 7 | 0 | 3 | 3 | 4  |
| Молодіжна збірна | Молодіжна збірна | Молодіжна збірна | 7 | 0 | 3 | 3 | 4  |